# Margarita López Portillo
Margarita López Portillo y Pacheco (Guadalajara, Jalisco; 3 de agosto de 1914 - Ciudad de México, 8 de mayo de 2006) fue una novelista y política mexicana. Era hermana del presidente José López Portillo (1920-2004).

## Orígenes
López Portillo nació en la Ciudad de Guadalajara, en el seno de una familia de políticos e intelectuales, de antepasados paternos procedentes de la pequeña localidad española de Caparroso, Navarra. Su abuelo, José López Portillo y Rojas, se distinguió como escritor en el siglo XIX, fue miembro de la Academia Mexicana de la Lengua y diputado, senador, gobernador del estado de Jalisco, y ministro durante el Porfiriato y el periodo golpista de Victoriano Huerta. Su padre, José López Portillo y Weber (de quien siguió en su juventud el consejo de no ir tras el poder, pues pensaba que "Los defectos de un hombre honrado son las cualidades de un político") se dedicó a los campos de la milicia, la historia y las letras, contrayendo matrimonio con Refugio Pacheco y Villa-Gordoa.

## Gestión de medios
Durante la gestión de su hermano, se creó un comité de seguimiento de televisión: la Comisión de Radio, Televisión y Cinematografía (RTC), equivalente mexicano del CSA de Francia. Se convirtió así en una cuasi-presidenta, tomando el control de la televisión pública, del cine mexicano y de la mayoría de los medios de comunicación. También fue directora de la cadena de televisión Canal 13 durante dos años. Esos nombramientos fueron controvertidos y ampliamente criticados, caracterizándose por carecer de un proyecto definido y, particularmente, por dar más importancia a la imagen de su hermano como presidente, que al progreso de la industria cinematográfica.

## Filmografía
- 1965 — Maximiliano y Carlota, de Ernesto Alonso (serie de TV): guion
- 1980 — Estampas de Sor Juana, de Jorge Durán Chávez: adaptación de su novela
- 1985 — Toña machetes, de Raúl Araiza: adaptación de su novela

## Distinciones
- 1980 — Título Honoris Causa por la Universidad Autónoma del Estado de Morelos